# Eva Klemt
Eva Klemt (* 11. Jänner 1974 in Klagenfurt, Kärnten) ist eine österreichische Schauspielerin.

## Leben
Von 1991 bis 1995 absolvierte Eva Klemt ihr Schauspielstudium am Max-Reinhardt-Seminar in Wien. Sehr geprägt hat sie während ihrer Zeit an der Schauspielschule Klaus Maria Brandauer und Samy Molcho. Zusätzlichen Unterricht nahm sie an der Ecole Philippe Gaulier in Paris und im John Coustopoulos Actors Studio in New York.
Von 1995 bis 2000 absolvierte sie eine Gesangsausbildung bei Wally Salio und Pamela Mildenhall. 
Im deutschen Fernsehen ist sie bekannt seit ihrer Rolle neben Christiane Hörbiger in Xaver Schwarzenbergers Das Kapital (1995). Schwarzenberger besetzte Eva Klemt auch für Fever (1998). Christian Görlitz gibt ihr 2001 eine Rolle in Die Verbrechen des Professor Capellari. Darauf spielte sie unter der Regie von Peter Weck dessen misstrauische Tochter Evelyn in Herzensfeinde. Charly Weller besetzte Eva Klemt als um ihren ermordeten homosexuellen Freund Martin (Lukas Bangerter) trauernde Irene in Alster-Tanz (2003). In der Serie Die Rosenheim-Cops hat sie als Hotelangestellte Irene Bauer eine kurze Affaire mit Korbinian Hofer alias Joseph Hannesschläger. Ihre Präsenz in der Öffentlichkeit nahm mit ihrer Rolle der Tina Rüger in Bianca – Wege zum Glück erheblich zu. Außerdem glänzt Eva Klemt in ZDF-Literaturverfilmungen wie Rosamunde Pilchers Segel der Liebe und Barbara Woods Sturmjahre.   
Eva Klemt ist verheiratet und hat eine Tochter und einen Sohn (Valentin, * September 2009) Ihr Bruder Arthur Klemt ist ebenfalls Schauspieler.

## Theater
- 2012 Kill Hill / TAG Wien
- 2012 Nachtasyl / Theater Scala
- 2009    Immer Zweite -die zweite Prinzessin
- 2008   Romeo+/- Julia / Schauspielhaus Wien
- 2008  Der Gott des Gemetzels Regie: Michael Gampe
- 2007 Labor der Niederlagen Drama X Wien
- 2006 Dark City-Szenen einer Ehe / 3 Raum Anatomietheater Wien
- 2006 Hunger 2017 / 3Raum Anatomietheater Wien
- 2003/04 Gunter Falk Gala / Rabenhof und Semperdepot Wien
- 2001/02 Franziska / Das Dorf an der Grenze / Stadttheater Klagenfurt
- 2000/01 Gasparina / Il Campiello / Goldoni / Festspiele Perchtoldsdorf
- 1999/00 Ebolie / Don Carlos / Friedrich Schiller / Theatergastspiele Kempf
- 1998/99 Prinzessin Senfmuth / Tukulti / Achternbusch / Schauspielhaus Wien
- 1998/99 Carol / The Glory of Living / Rebecca Gilman / Schauspielhaus Wien
- 1998/99 Die Ehefrau / Der Zensor / Anthony Nielson / Schauspielhaus Wien
- 1997/98 Collette / Oscar / Claude Magnier / Theater in der Josefstadt
- 1995/97 Gretchen / Mein Kampf / George Tabori
- 1995/97  Helena / Ein Sommernachtstraum / Shakespeare
- 1995/97  Janet / Rocky Horror Show / O’Brian

## Fernsehen
- 1995: Onkel Wanja (Kurzfilm)
- 1995: Das Kapital
- 1996: Stockinger
- 1998: Medicopter 117 – Jedes Leben zählt
- 1998: Fever
- 1999: Der Überfall oder das Leben – Kurzfilm
- 1999: Of Human Regrets – Kurzfilm
- 2000: Kommissar Rex – Tödliches Tarot
- 2000: Gegen Tod und Teufel – Kurzfilm
- 2001: Die Verbrechen des Professor Capellari – Zerbrechliche Beweise
- 2001: Schlosshotel Orth – Vertrauenssache
- 2001: St. Angela
- 2001: Herzensfeinde
- 2002: SOKO 5113
- 2002: Alster-Tanz
- 2004, 2013: Die Rosenheim-Cops (Fernsehserie, zwei Folgen)
- 2004: Weissblaue Wintergeschichten
- 2004: Um Himmels Willen
- 2005: Rosamunde Pilcher – Segel der Liebe
- 2004: Bianca – Wege zum Glück
- 2006–2008: Zwei Herzen und zwölf Pfoten (drei Folgen)
- 2007: Barbara Wood – Sturmjahre
- 2007: Polizeiruf 110 – Taubers Angst
- 2007: Um Himmels Willen – Mordgelüste
- 2010: Lilly Schönauer – Liebe mit Hindernissen
- 2011: Der Staatsanwalt – Das Duell (Regie: Michael Kreindl)